# Liste de sites classés ou inscrits en France

Logotype des monuments naturels et des sites dont la conservation ou la préservation présente un intérêt général du fait de leur caractère artistique, historique, scientifique, légendaire ou pittoresque.

La liste des sites classés ou inscrits en France, organisée localement dans les services déconcentrés du ministère de la Transition écologique et de la Cohésion des Territoires, comprend environ 2 700 sites classés et 4 500 sites inscrits. 
L'inscription à l'inventaire des monuments naturels et des sites dont la conservation ou la préservation présente un intérêt général du fait de leur caractère artistique, historique, scientifique, légendaire ou pittoresque est prévue par l'article L. 341-1 du code de l'environnement. Le classement est prévu par l'article L. 341-2 du même code.

## Liste
Le tableau suivant recense les articles correspondant aux listes départementales des sites classés ou inscrits. Le numéro des départements et le nom des régions sont précisés.
| #   | Département                | Région                     |
| --- | -------------------------- | -------------------------- |
| 01  | Ain                        | Auvergne-Rhône-Alpes       |
| 02  | Aisne                      | Hauts-de-France            |
| 03  | Allier                     | Auvergne-Rhône-Alpes       |
| 04  | Alpes-de-Haute-Provence    | Provence-Alpes-Côte d'Azur |
| 05  | Hautes-Alpes               | Provence-Alpes-Côte d'Azur |
| 06  | Alpes-Maritimes (inscrits) | Provence-Alpes-Côte d'Azur |
| 06  | Alpes-Maritimes (classés)  | Provence-Alpes-Côte d'Azur |
| 07  | Ardèche                    | Auvergne-Rhône-Alpes       |
| 08  | Ardennes                   | Grand Est                  |
| 09  | Ariège                     | Occitanie                  |
| 10  | Aube                       | Grand Est                  |
| 11  | Aude                       | Occitanie                  |
| 12  | Aveyron                    | Occitanie                  |
| 13  | Bouches-du-Rhône           | Provence-Alpes-Côte d'Azur |
| 14  | Calvados                   | Normandie                  |
| 15  | Cantal                     | Auvergne-Rhône-Alpes       |
| 16  | Charente                   | Nouvelle-Aquitaine         |
| 17  | Charente-Maritime          | Nouvelle-Aquitaine         |
| 18  | Cher                       | Centre-Val de Loire        |
| 19  | Corrèze                    | Nouvelle-Aquitaine         |
| 2A  | Corse-du-Sud               | Corse                      |
| 2B  | Haute-Corse                | Corse                      |
| 21  | Côte-d'Or                  | Bourgogne-Franche-Comté    |
| 22  | Côtes-d'Armor              | Bretagne                   |
| 23  | Creuse                     | Nouvelle-Aquitaine         |
| 24  | Dordogne                   | Nouvelle-Aquitaine         |
| 25  | Doubs                      | Bourgogne-Franche-Comté    |
| 26  | Drôme                      | Auvergne-Rhône-Alpes       |
| 27  | Eure                       | Normandie                  |
| 28  | Eure-et-Loir               | Centre-Val de Loire        |
| 29  | Finistère                  | Bretagne                   |
| 30  | Gard                       | Occitanie                  |
| 31  | Haute-Garonne              | Occitanie                  |
| 32  | Gers                       | Occitanie                  |
| 33  | Gironde                    | Nouvelle-Aquitaine         |
| 34  | Hérault                    | Occitanie                  |
| 35  | Ille-et-Vilaine            | Bretagne                   |
| 36  | Indre                      | Centre-Val de Loire        |
| 37  | Indre-et-Loire             | Centre-Val de Loire        |
| 38  | Isère                      | Auvergne-Rhône-Alpes       |
| 39  | Jura                       | Bourgogne-Franche-Comté    |
| 40  | Landes                     | Nouvelle-Aquitaine         |
| 41  | Loir-et-Cher               | Centre-Val de Loire        |
| 42  | Loire                      | Auvergne-Rhône-Alpes       |
| 43  | Haute-Loire                | Auvergne-Rhône-Alpes       |
| 44  | Loire-Atlantique           | Pays de la Loire           |
| 45  | Loiret                     | Centre-Val de Loire        |
| 46  | Lot                        | Occitanie                  |
| 47  | Lot-et-Garonne             | Nouvelle-Aquitaine         |
| 48  | Lozère                     | Occitanie                  |
| 49  | Maine-et-Loire             | Pays de la Loire           |
| 50  | Manche                     | Normandie                  |
| 51  | Marne                      | Grand Est                  |
| 52  | Haute-Marne                | Grand Est                  |
| 53  | Mayenne                    | Pays de la Loire           |
| 54  | Meurthe-et-Moselle         | Grand Est                  |
| 55  | Meuse                      | Grand Est                  |
| 56  | Morbihan                   | Bretagne                   |
| 57  | Moselle                    | Grand Est                  |
| 58  | Nièvre                     | Bourgogne-Franche-Comté    |
| 59  | Nord                       | Hauts-de-France            |
| 60  | Oise                       | Hauts-de-France            |
| 61  | Orne                       | Normandie                  |
| 62  | Pas-de-Calais              | Hauts-de-France            |
| 63  | Puy-de-Dôme                | Auvergne-Rhône-Alpes       |
| 64  | Pyrénées-Atlantiques       | Nouvelle-Aquitaine         |
| 65  | Hautes-Pyrénées            | Occitanie                  |
| 66  | Pyrénées-Orientales        | Occitanie                  |
| 67  | Bas-Rhin                   | Grand Est                  |
| 68  | Haut-Rhin                  | Grand Est                  |
| 69D | Rhône                      | Auvergne-Rhône-Alpes       |
| 69M | Métropole de Lyon          | Auvergne-Rhône-Alpes       |
| 70  | Haute-Saône                | Bourgogne-Franche-Comté    |
| 71  | Saône-et-Loire             | Bourgogne-Franche-Comté    |
| 72  | Sarthe                     | Pays de la Loire           |
| 73  | Savoie                     | Auvergne-Rhône-Alpes       |
| 74  | Haute-Savoie               | Auvergne-Rhône-Alpes       |
| 75  | Paris                      | Île-de-France              |
| 76  | Seine-Maritime             | Normandie                  |
| 77  | Seine-et-Marne             | Île-de-France              |
| 78  | Yvelines                   | Île-de-France              |
| 79  | Deux-Sèvres                | Nouvelle-Aquitaine         |
| 80  | Somme                      | Hauts-de-France            |
| 81  | Tarn                       | Occitanie                  |
| 82  | Tarn-et-Garonne            | Occitanie                  |
| 83  | Var                        | Provence-Alpes-Côte d'Azur |
| 84  | Vaucluse                   | Provence-Alpes-Côte d'Azur |
| 85  | Vendée                     | Pays de la Loire           |
| 86  | Vienne                     | Nouvelle-Aquitaine         |
| 87  | Haute-Vienne               | Nouvelle-Aquitaine         |
| 88  | Vosges                     | Grand Est                  |
| 89  | Yonne                      | Bourgogne-Franche-Comté    |
| 90  | Territoire de Belfort      | Bourgogne-Franche-Comté    |
| 91  | Essonne                    | Île-de-France              |
| 92  | Hauts-de-Seine             | Île-de-France              |
| 93  | Seine-Saint-Denis          | Île-de-France              |
| 94  | Val-de-Marne               | Île-de-France              |
| 95  | Val-d'Oise                 | Île-de-France              |
| 971 | Guadeloupe                 | Guadeloupe                 |
| 972 | Martinique                 | Martinique                 |
| 973 | Guyane                     | Guyane                     |
| 974 | La Réunion                 | La Réunion                 |
| 976 | Mayotte                    | Mayotte                    |